# Arethusa bulbosa
Arethusa L. es un género  con tan solo una  especie de orquídea: Arethusa bulbosa.  Se distribuye por el Este de Estados Unidos de América y la costa Este de Canadá.

## Distribución y hábitat
Esta orquídea es terrestre y muy escasa, se encuentra en terrenos húmedos y zonas pantanosas. Normalmente en alrededores de lagunas, charcos de agua estacionales, pantanos, de tierras bajas de la costa Este de Norteamérica.   

## Descripción
Alcanza una altura de unos 15 cm.

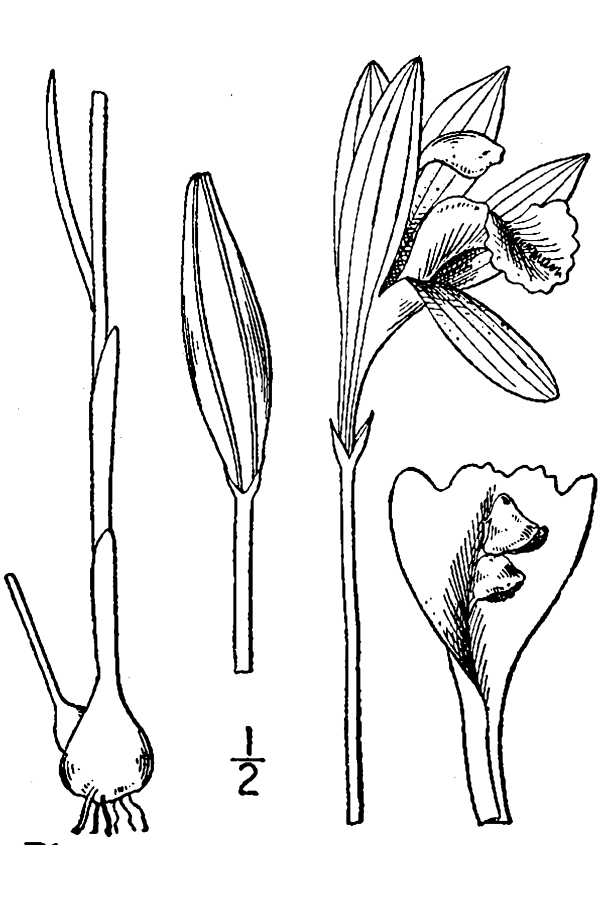
Dibujo procedente de Britton, N.L., and A. Brown. 1913. Illustrated flora of the northern states and Canada.

Forma una gran y única flor terminal de color rosa, que posee un labelo espectacular, con unas crestas con flecos amarillos y blancos. 

## Taxonomía
Arethusa bulbosa fue descrita por Carlos Linneo y publicado en Species Plantarum 2: 950. 1753.
Etimología
El nombre 'Arethusa' procede de la  mitología griega, en la cual Arethusa era una ninfa del agua.
Llamada popularmente como "boca de dragón".